# 카트베이크

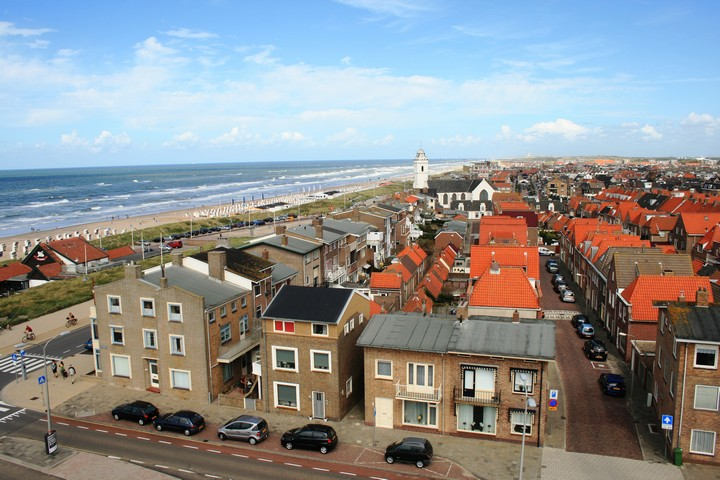
카트베이크

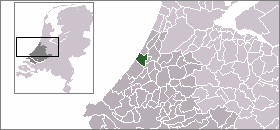
카트베이크의 위치

카트베이크(네덜란드어: Katwijk)는 네덜란드 서부 자위트홀란트주의 도시로 면적은 31.13km2, 높이는 5m, 인구는 63.978명(2015년 3월 기준), 인구 밀도는 2,568명/km2이다.

시기
시 문장